# ミールザー・ナズィーム・シャー
ミールザー・ナズィーム・シャー（Mirza Nazim Shah, 1820年 - 1902年8月30日）は、北インド、ムガル帝国の第16代皇帝アクバル2世の13男。同国第17代皇帝バハードゥル・シャー2世の弟でもある。

## 生涯
1820年、ムガル帝国の皇帝アクバル2世とその側室ガマーニー・ハーヌムとの間に生まれた。なお、兄のバハードゥル・シャー2世とは40歳以上年齢が離れている。
1858年、兄バハードゥル・シャー2世がインド大反乱でイギリスによりビルマのラングーンに追放されると、彼もともに追放された。
1902年8月30日、追放先のラングーンで没した。彼はアクバル2世の皇子の中で唯一20世紀まで生きていた人物であった。